# Уппланд (ландскап)
Уппланд (швед. Uppland) — історична провінція (ландскап) у східній частині центральної Швеції, в регіоні Свеаланд. Існує лише як історико-культурне визначення. Територіально входить до складу ленів Уппсала, Стокгольм і частково Вестманланд.

## Географія
Уппланд межує на заході з Єстрікландом і Вестманландом, на півдні з Седерманландом, а зі сходу та півночі його омивають води Балтійського моря.

## Історія
Найдавніша згадка про Уппланд датується 1296 роком. Столиця Швеції Стокгольм розділений між двома ландскапами. Південна частина лежить у Седерманланді, а північна — в Уппланді.

## Адміністративний поділ
Ландскап Уппланд є традиційною провінцією Швеції і не відіграє адміністративної ролі.

### Населені пункти
Більші міста й містечка:
- Стокгольм (частково)
- Уппсала
- Тебю
- Лідінге (місто)
- Уппландс Весбю

## Символи ландскапу
- Рослина: рябчик великий
- Тварина або птах: орлан-білохвіст, норець
- Риба: жерех

## Галерея

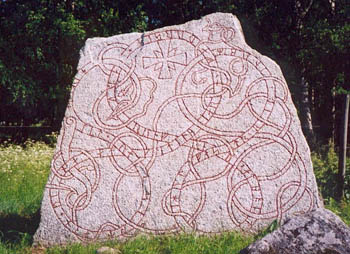
Рунічний камінь в Уппсалі
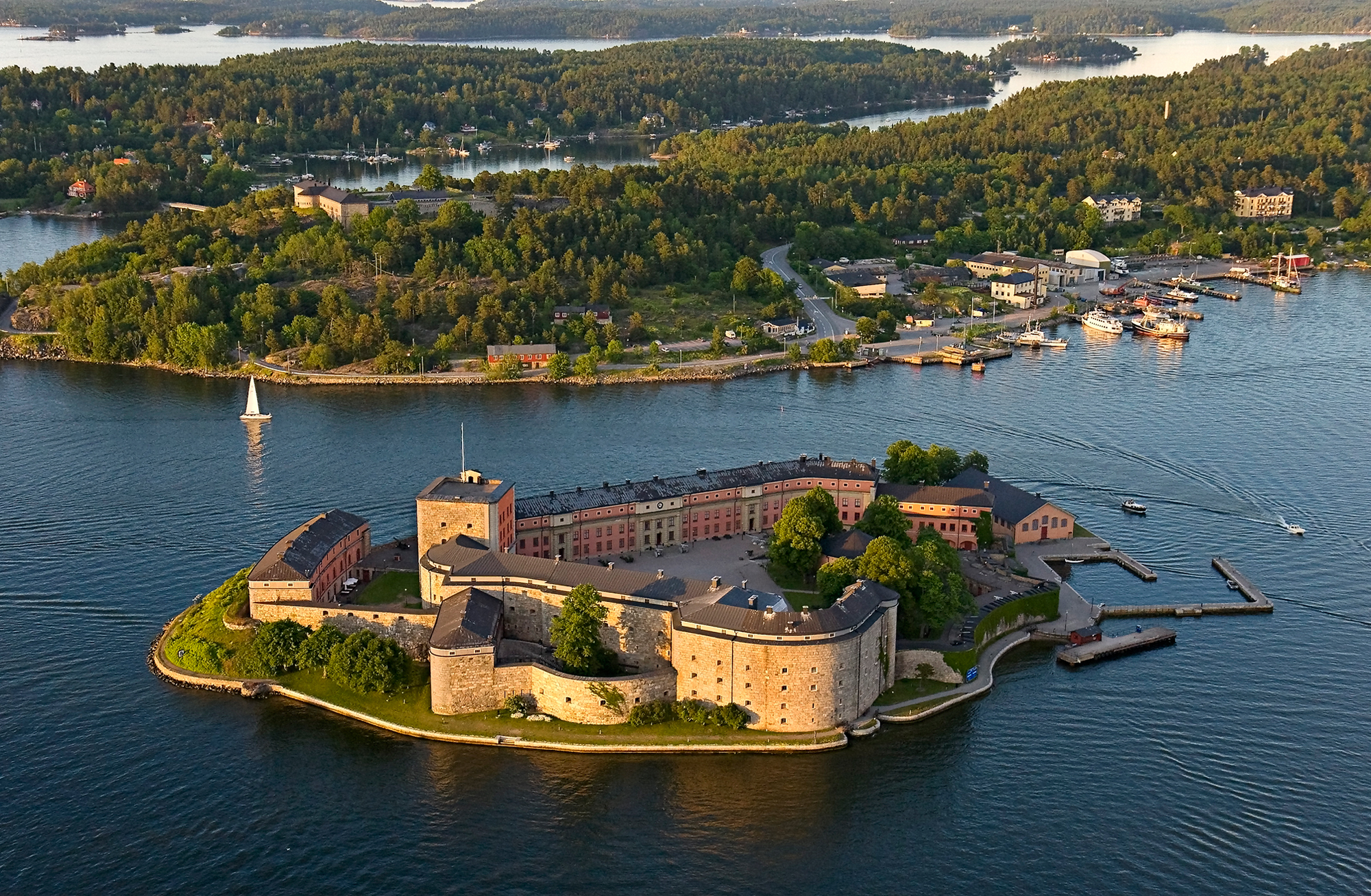
Фортеця Ваксгольм
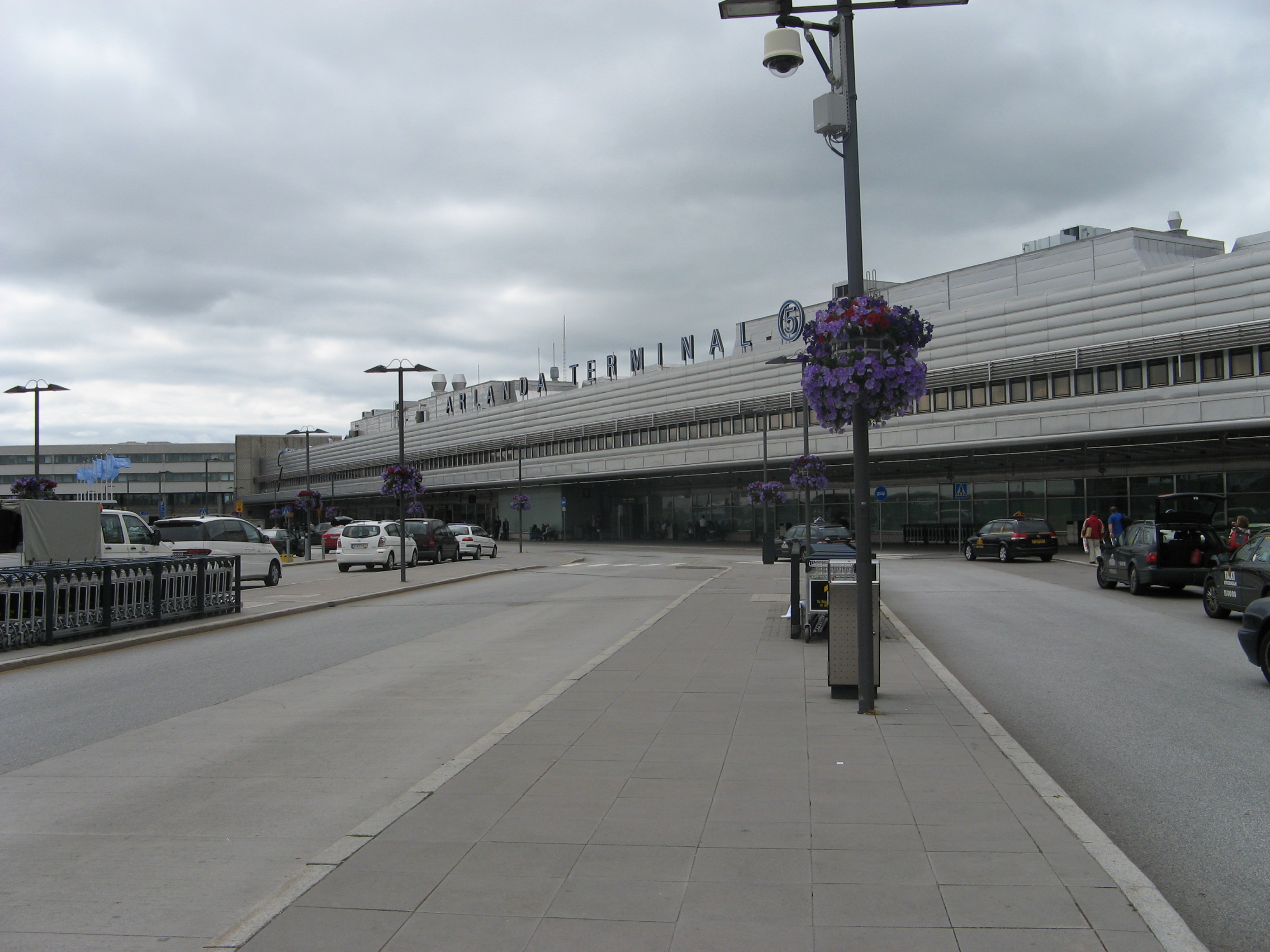
Аеропорт Арланда
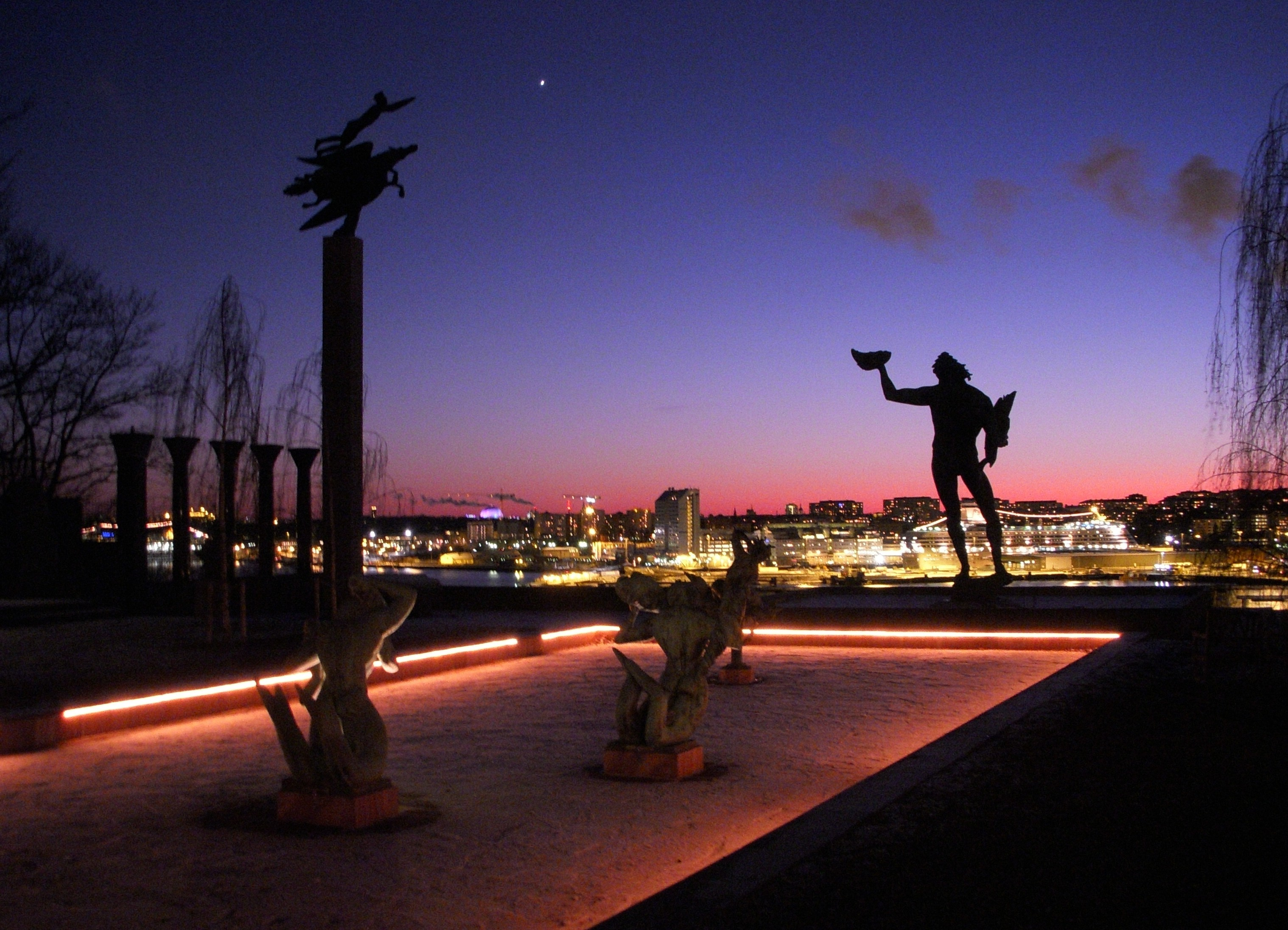
Міллесгорден в Лідінге
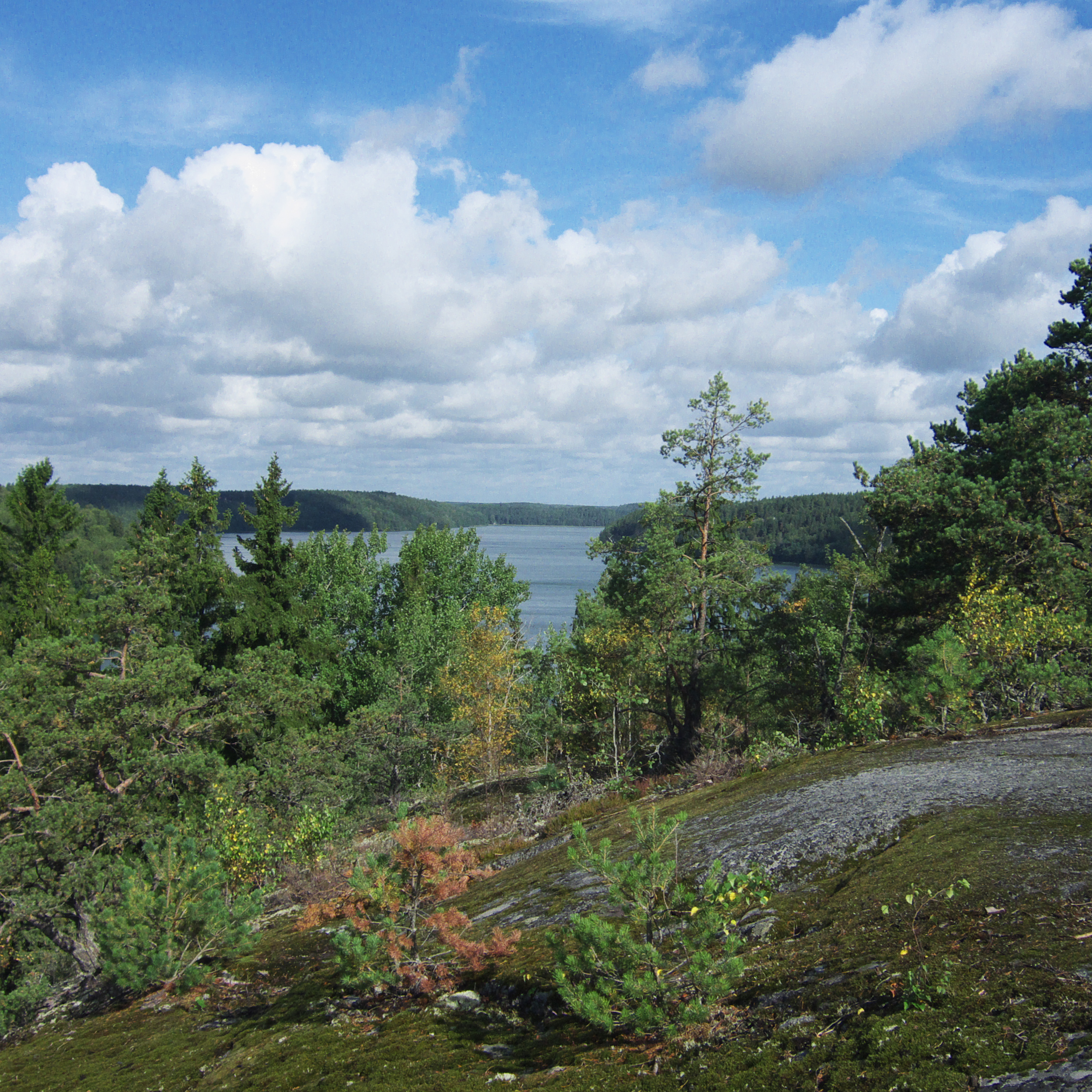
Краєвиди Уппланду